# Huércal-Overa
Huércal-Overa là một đô thị thuộc tỉnh Almería, ở cộng đồng tự trị Andalusia, Tây Ban Nha, gần ranh giới với tỉnh Murcia.
Đô thị này có diện tích 318 km², dân số năm 2005 là 16.156 nguoi.

## Biến động dân số
| 1999   | 2000   | 2001   | 2002   | 2003   | 2004   | 2005   |
| ------ | ------ | ------ | ------ | ------ | ------ | ------ |
| 13,870 | 13,999 | 14,293 | 14,672 | 15,059 | 15,540 | 16,156 |

Nguồn: INE (Tây Ban Nha)